# Даулат-хатун
Даулат-хатун — правительница в Малом Луристане на юго-западе Ирана, являлась четырнадцатым государем из династии Хуршидидов.

## Биография

### Получение власти
Даулат-хатун была женой Изз ад-Дин Мухаммеда правителя Малого Лурестана. Он был покорным слугой монголов, и до самой смерти, настигшей его в 1316 году, оставался формально независимым правителем. У него не было ни братьев, ни сыновей, которые могли бы занять престол после него. Поскольку ни у монголов, ни у тюрок, ни у самых луров кандидатуры на престол атабека Малого Луристана не было, все эмиры решили передать престол жене покойного государя Даулат-хатун, которая была из того же рода Хуршидидов. В 1316 году она взошла на престол. Долгое время ее власть была ограниченной. Она являлась правительницей зависимого государства, атабек-вассалом монгольских ханов и находилась под контролем их наместников.
Даулат-хатун была замкнутой женщиной и не желала быть самостоятельной, однако умела управлять государством и предотвратила несколько попыток захвата земель ее государства иноземцами, тем самым оставила след в истории государства Хулагуидов в Малом Лурестане.

### Отречение от престола
Когда престол Хулагуидов занял Абу-Саид Бахадур-хан, Даулат-хатун испугалась, что под натиском монголов Малый Лурестан с его народом, потеряет остатки своей независимости. И с согласия монгольских правителей она передала султанский престол своему брату Изз ад-Дину Хусайну II. Престол малого Лурестана на 14 лет занял представитель второй ветви рода Хуршидидов.
После отказа от престола Даулат-хатун вышла замуж за правителя государства Хазараспидов Рукн ад-Дина Юсуф-шаха (1333—1340 годы).